# Plenar
Ein Plenar (auch Plenarium, Plural: Plenarien; von lateinisch plenus „voll“, vgl. auch Plenum) ist ein liturgisches Buch, das als Sammelband für den praktischen Gebrauch möglichst vollständig Texte verbindet, die sonst in verschiedenen Kodizes zu finden sind.
Ein Plenarmissale (Missale plenarium) verbindet die Gebetstexte des Missale mit den Lesungen des Lektionars in einem Band.
Plenarien des Mittelalters waren oft sehr kunstvoll gestaltet, z. B. das Plenar Otto des Milden im Welfenschatz.
Im frühen Mittelalter (vor dem 12. Jh.) nimmt das Verzeichnis Plenarium
meistens Bezug auf ein Evangeliar (z. B. Evangeliar aus St.
Georg in Köln, Codex Millenarius in Kremsmünster).
Im späten Mittelalter und in der Frühzeit des Buchdrucks  bezeichnet Plenar ein volkssprachliches Werk, das die vollständigen Perikopen des Kirchenjahres meist zusammen mit einer Einführung bietet. Diese Plenarien können als Vorläufer der Postillen angesehen werden.